# غاف

شجرة الغاف

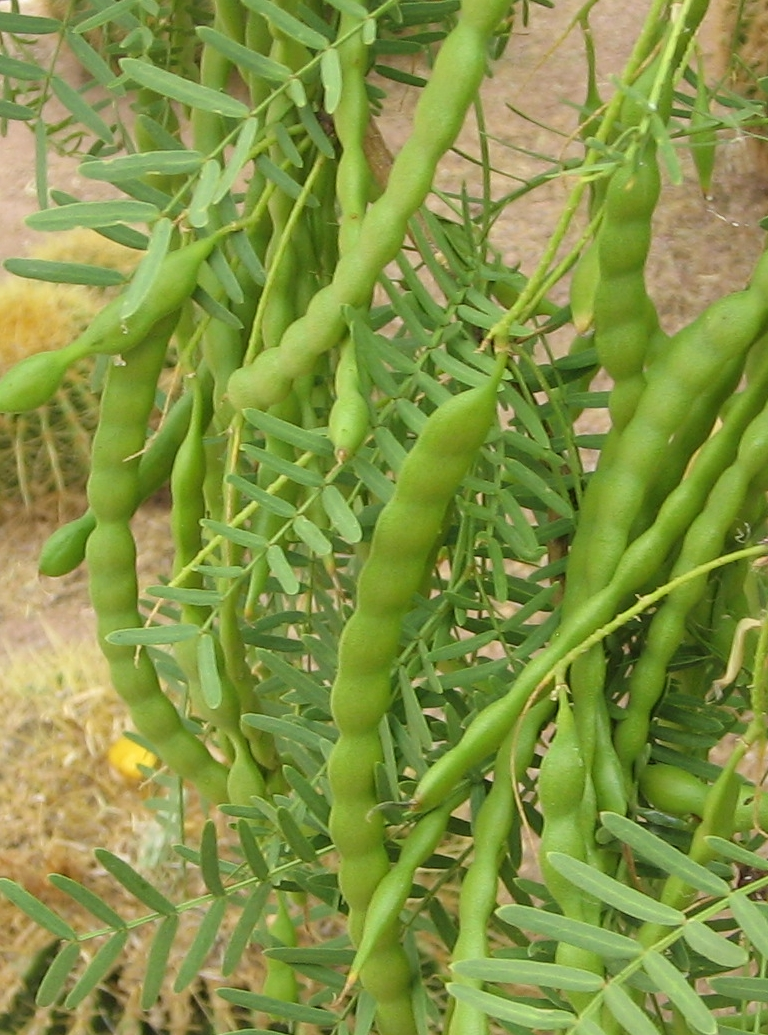
الغاف

الغاف (الاسم العلمي: Prosopis) هي جنس من النباتات يتبع الفصيلة البقولية من رتبة الفوليات. وشجرة الغاف تنبت في الصحراء العربية نادرة جدًا، ويوجد منها الكثير في دولة الإمارات العربية 
وبالاخص إمارة دبي. ولأهمية هذه الشجرة من الناحية البيئية أقيمت لها محمية بمجهودات شخصية، وهذه المحمية تقع في منطقة لهباب في إمارة دبي الإمارات العربية المتحدة، وهي ملك للسيد غانم بن يعروف السويدي.
وتمتاز أشجار الغاف أيضا بسهولة تكاثرها ، وسرعة نموها والتكيف مع الاجواء البيئية المحيطة بها، وهي تتواجد في السهول والكثبان الرملية. وتتعمق جذورها في التربة لمسافات بعيدة يقدرها العلماء المختصون بما يصل إلى (50) متراً في بعض أنواع هذه الأشجار، كما يصل طولها إلى 28 متر.

## جذور أشجار الغاف
جذور أشجار الغاف تتألف من مجموعة من الجذور العميقة في الغالب، والسطحية أحياناً. وتعمل على امتصاص الرطوبة الأرضية أينما توافرت، فالجذور السطحية الكثيفة تنتشر على سطح التربة، لتستفيد من مياه الأمطار التي تسقط بسرعة ولفترات قصيرة. أما الجذور العميقة في باطن الأرض فهي تبحث عن طبقة المياه الجوفية ولمسافات بعيدة قد تصل إلى 50 متراً في باطن الأرض، كما هو الحال في منطقة ولاية أريزونا بالولايات المتحدة الأمريكية، حيث عثر في مناجم النحاس قرب مدينة توسان على جذور الغاف على عمق 53 متراً. وبحسب الأبحاث تحتوي جذور أشجار الغاف على العقد البكتيرية كغيرها من البقوليات، والتي تقوم بثبيت الأزوت اللازم للنمو وخاصة في التربة الفقيرة خصوصا إذا كانت تربة رملية.

## فوائد شجر الغاف
ومن فوائد شجرة الغاف قرونها الثمرية، والخشب الذي توفره للوقود وللصناعات المتعددة. وفي بعض بلدان أمريكا الوسطى والجنوبية يطحن المواطنون ثمار الغاف، ويحولون طحينه إلى خبز حلو الطعم يأكلونه كغداء مفيد وفير المواد البروتينية والسكرية.

## مناطق نموه
وتنمو الأشجار التي نسميها عربياً الغاف وعلميًا (البرسوبس)، في الزاوية الجنوبية الشرقية من شبه الجزيرة العربية، أي في كل من سلطنة عمان ودولة الإمارات العربية المتحدة، وفي أقصى ظروف الجفاف والحرارة، ولا تتأثر هذه الأشجار بأشعة الشمس المباشرة الحارقة، وهي معروفة أيضا في الهند وباكستان تحت اسم جهند.
- الشاعر «عبیداللّه بن الحر»  انشدا شعراً:

## تشجير الصحاري
يجمع المختصون على أن هذه الاشجار هي أصلح وأنسب ما يمكن أن يتم به تشجير الصحاري لتثبيت الكثبان الرملية المتحركة، وإقامة مصدات للرياح مع أحزمة الوقاية الخضراء، وهي ملائمة لتشجير الشوارع والطرق والمتنزهات العامة، تزينها وتضفي عليها سمة جمالية راقية فضلا عن ظلالها الوريفة البادرة صيفًا.

## ثمار أشجار الغاف
أما ثمرة في شجرة الغاف فتبدو قرنية وسميكة ويصل عددها إلى 12 قرنًا، كما تختلف القرون بأشكالها وأطوالها، فتكون رفيعة، أو مفلطحة أو منحنية. وتحتوي هذه القرون الثمارية على البذور المحاطة بمواد سكرية صفراء جافة وتصل نسبتها إلى 50% من الوزن الجاف للقرن. وتسقط قرون الثمار مرتين في السنة الواحدة، وهي لا تتفتح بسبب الجفاف كغيرها من أنواع الثمار والبقوليات، أي يمكن جمع البذور واستخراجها من القرون بسهولة دون ضياع أي منها.
وتتميز أنواع أشجار الغاف بقيمتها الرعوية والعلقية العالية للحيوانات، فجميع الحيوانات تحب القرون الثمرية لأشجار الغاف، وتأكلها كما يمكن أن تعيش عليها فقط فترات طويلة، إذ تحتوي البذور على نسبة 34 و39% بروتين ونسبة 7 إلى 8% مادة سكرية. ويقدر إنتاج الهكتار الواحد لأشجار الغاف التي يبلغ عمرها 10 سنوات يقدر بطن من القرون، خاصة إذا كانت ظروف النمو طبيعية. كما تتغذى الحيوانات أيضا على أوراق الغاف. وتبين أن الأعشاب التي تنمو مجاورة لأشجار الغاف أوتحتها كثيرة وجيدة النمو، نظرًا لأن الآزوت يتوفر حولها بزيادة تبلغ 3 أضعاف ما قد يتوفر في المناطق الأخرى البعيدة عن وجود أشجار الغاف.

## معرض الصور

شجر الغاف (نخل شيخيا)